# Condylobelba bruneiensis
Condylobelba bruneiensis är en kvalsterart som beskrevs av Sandór Mahunka 200. Condylobelba bruneiensis ingår i släktet Condylobelba och familjen Suctobelbidae. Inga underarter finns listade i Catalogue of Life.